# Іда Сенд
Іда Сенд (англ. Ida Sand) — шведська джазова співачка та піаністка.

## Життєпис
Іда Сенд навчалася музиці в Högskolan för scen och musik при Гетеборзькому університеті. Працює з лейблом ACT. Сенд одружена з гітаристом Олою Густафссоном. Іда Сенд — дочка оперного співака Стаффана Сандлунда.

## Дискографія

### Альбоми
| Рік  | Альбом                  | Позиція |
| Рік  | Альбом                  | SWE     |
| ---- | ----------------------- | ------- |
| 2007 | Meet Me Around Midnight | –       |
| 2009 | True Love               | –       |
| 2011 | The Gospel Truth        | 23      |
| 2015 | Young at Heart          | 52      |